# Tumore dell'utero
Il cancro dell'utero o tumore maligno dell'utero è un quadro patologico neoplastico a carico dell'utero.

## Storia
Le più antiche descrizioni dei cancri uterini si trovano nei papiri egizi di Kahum e Ebers (1800-1500 a.C.), in particolare in un paragrafo intitolato Istruzioni da seguire per una donna che accusa dolori all'utero quando cammina. La diagnosi si basava sui dolori lamentati dalla malata e di solito era legata a un particolare odore di “carne bruciata” emanato dai genitali della donna. In seguito, Ippocrate, nel Trattato delle malattie delle donne, descrive questo tipo di cancro individuandone la causa nell'«accumulo dell'umore cattivo», ovvero della bile nera, per secoli ritenuta colpevole di tutti i cancri.
Agli inizi dell'800 si sviluppa una maggiore consapevolezza di questi tumori, definiti "fibromi uterini", e si inizia a parlare di asportazione per via addominale. La prima operazione di asportazione avviene nel 1853 negli Stati Uniti da parte di Walter Burnham e dieci anni dopo in Europa per mano di Eugène Koeberlè. Altre volte, quando l'intervento non appariva indicato, si utilizzava l'antica tecnica della cauterizzazione o si ricorreva all'uso della corrente galvanica, piuttosto in auge negli ultimi decenni dell'Ottocento. Solo nei primi decenni del Novecento questo metodo lungo e doloroso fu abbandonato e sostituito dalla radioterapia.
Nonostante questa metodica si rivelasse efficace, precocità diagnostica e radicalità chirurgica restavano i due principali ostacoli nella lotta al cancro uterino. Per questo motivo l'unica alternativa utile alla malata divenne l'asportazione totale dell'utero. Così il 30 gennaio 1870, a Breslavia, Wilhelm Alexander Freund diede vita alla prima isterectomia totale. Poco dopo, nel 1898, Ernst Wertheim eseguì la prima isterectomia totale allargata e aprì la strada alla moderna chirurgia oncoginecologica.

## Considerazioni anatomiche
L'utero è composto da una porzione globosa superiore e protrusa fisiologicamente verso la parete addominale denominata fondo dell'utero. Il fondo si continua con il corpo dell'utero, di forma conica, con l'apice rivolto posteriormente verso il basso; un piano immaginario passante attraverso l'inserzione delle tube di Falloppio sull'utero divide il corpo dal fondo. La porzione che connette il corpo dell'utero alla vagina è denominata cervice uterina o collo dell'utero. Il fondo, il corpo e la porzione superiore della cervice uterina sono ricoperti dal peritoneo parietale, che rappresenta il perimetrio. I piani muscolari che costituiscono lo spessore dell'utero formano il miometrio. Il miometrio circoscrive una cavità interna a forma di ampolla denominata cavità uterina. Nella cervice uterina tale cavità assume un aspetto fusiforme, formando il canale cervicale. La cavità uterina e il canale cervicale sono tappezzate da un epitelio cilindrico monostratificato, dove si localizzano cellule ciliate e cellule mucipare, ancorate al tessuto connettivo, che costituisce la lamina propria. Questo strato epiteliale è chiamato endometrio. A livello della superficie di cervice uterina che protrude in vagina, l'epitelio monostratificato lascia il posto ad un epitelio squamoso pluristratificato, che compone la mucosa vaginale. Il limite tra i due epiteli è chiamato giunzione squamocellulare.

## Patologia
Il cancro dell'utero può localizzarsi al corpo/fondo o alla cervice. In base a questa distinzione anatomica si possono identificare:
Carcinoma dell'endometrio (corpo e fondo dell'utero)
Il carcinoma dell'utero origina dalle cellule endometriali epiteliali. Sono tutti adenocarcinomi e comprendono:
- Adenocarcinoma endometrioide: 75-80%;
- Adenocarcinoma papillare sieroso: 10%;
- Adenocarcinoma a cellule chiare: 4-5%.

Meno comunemente, la neoplasia può originare dal tessuto connettivo che costituisce la lamina propria. In questo caso non si parla di carcinoma, ma di sarcoma o di tumore stromale. A questa categoria appartengono:
- Sarcoma stromale dell'endometrio;
- Tumore mülleriano misto: contengono sia la componente stromale (sarcoma) sia quella epiteliale (carcinoma);

Carcinoma della cervice uterina
Per definizione, il carcinoma della cervice uterina origina dall'epitelio di rivestimento di questa porzione anatomica; in particolare la zona di origine è la ginzione squamocellulare. Si divide in
- Carcinoma squamocellulare: 80%
- Adenocarcinoma: 15%

Un particolare tipo di cancro di origine epiteliale è l'adenomioma, che si origina da tessuto endometriale ectopico immerso nel miometrio.
Dalla componente muscolare liscia che costituisce il miometrio possono originare:
- Fibroma uterino, un leiomioma dell'utero (benigno)
- Leiomiosarcoma (maligno)

Per definizione, possono estendersi a tutte le componenti anatomiche dell'utero.
Molto rari sono i tumori che originano dal perimetrio, identificabili come mesoteliomi peritoneali.
Linfomi di vario tipo e malignità possono coinvolgere il corpo dell'utero e la cervice.
Un ulteriore disordine neoplastico, la malattia gestazionale trofoblastica, si localizza di solito nell'utero.